# عصرونة

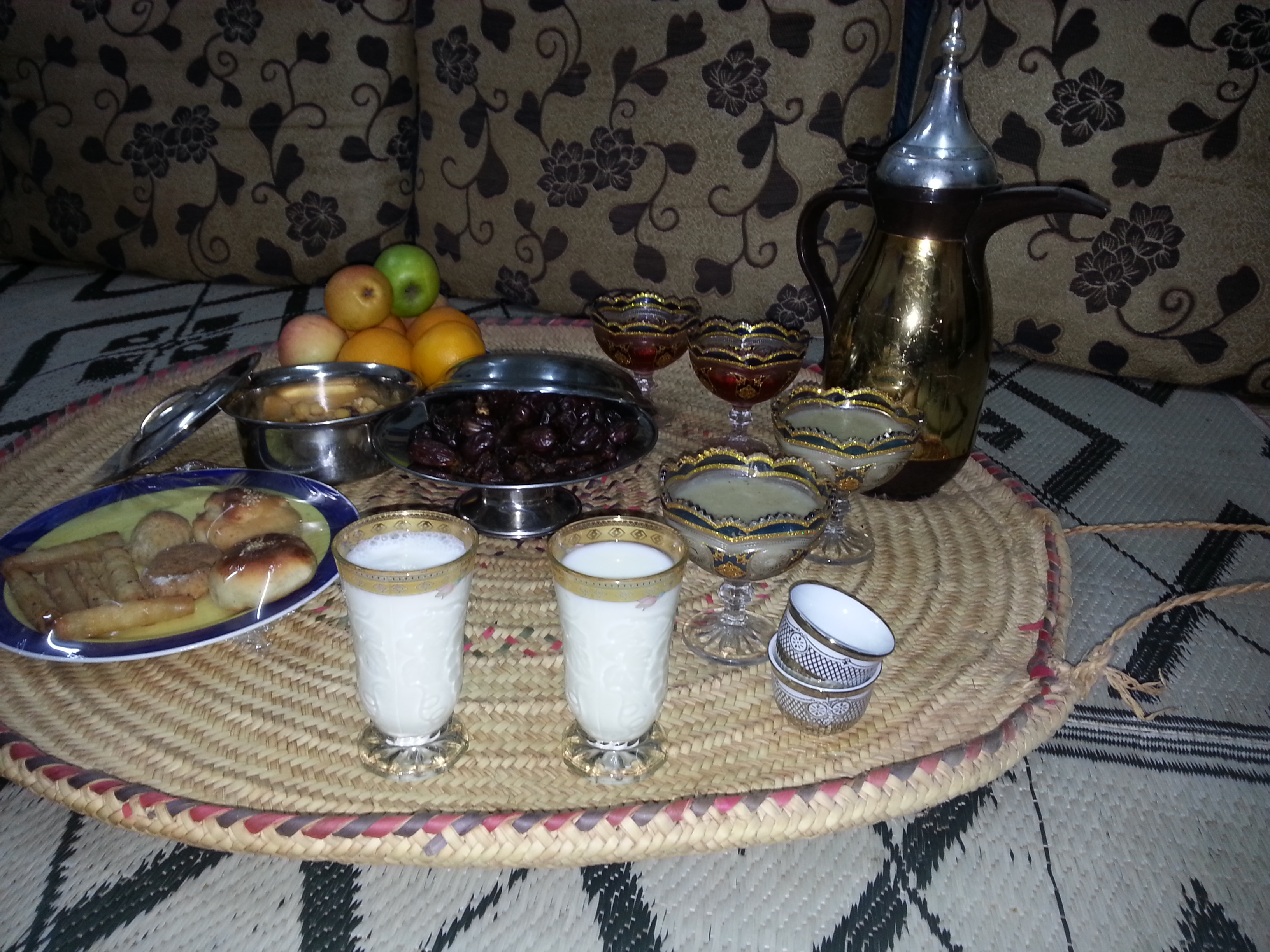
مثال عن ما يمكن تناوله في وجبة العصرونة.

العصرونة أو العصرونية هي وجبة تؤكل بين وجبتي الغداء والعشاء وغالبا بعد العصر ومنه أصل التسمية.
ليس هناك تحديد لأصناف الطعام الذي يقدم في هذه الوجبة حيث تختلف مقوماتها من بلد لآخر ومن منطقة لأخرى في البلد نفسه لكنها تكون غالبا مشابهة لوجبة الإفطار حيث تكون المشروبات الساخنة هي الأساس خصوصا الشاي والقهوة ويصاحبها الخبز مع الزبدة أو الجبن والعسل وزيت الزيتون والمربى إضافة إلى مختلف أنواع الفطائر والمعجنات والمقبلات والمكسرات. كما تتضمن أحيانا التمور خاصة في الدول العربية وأحيانا الفواكه أو عصائرها.

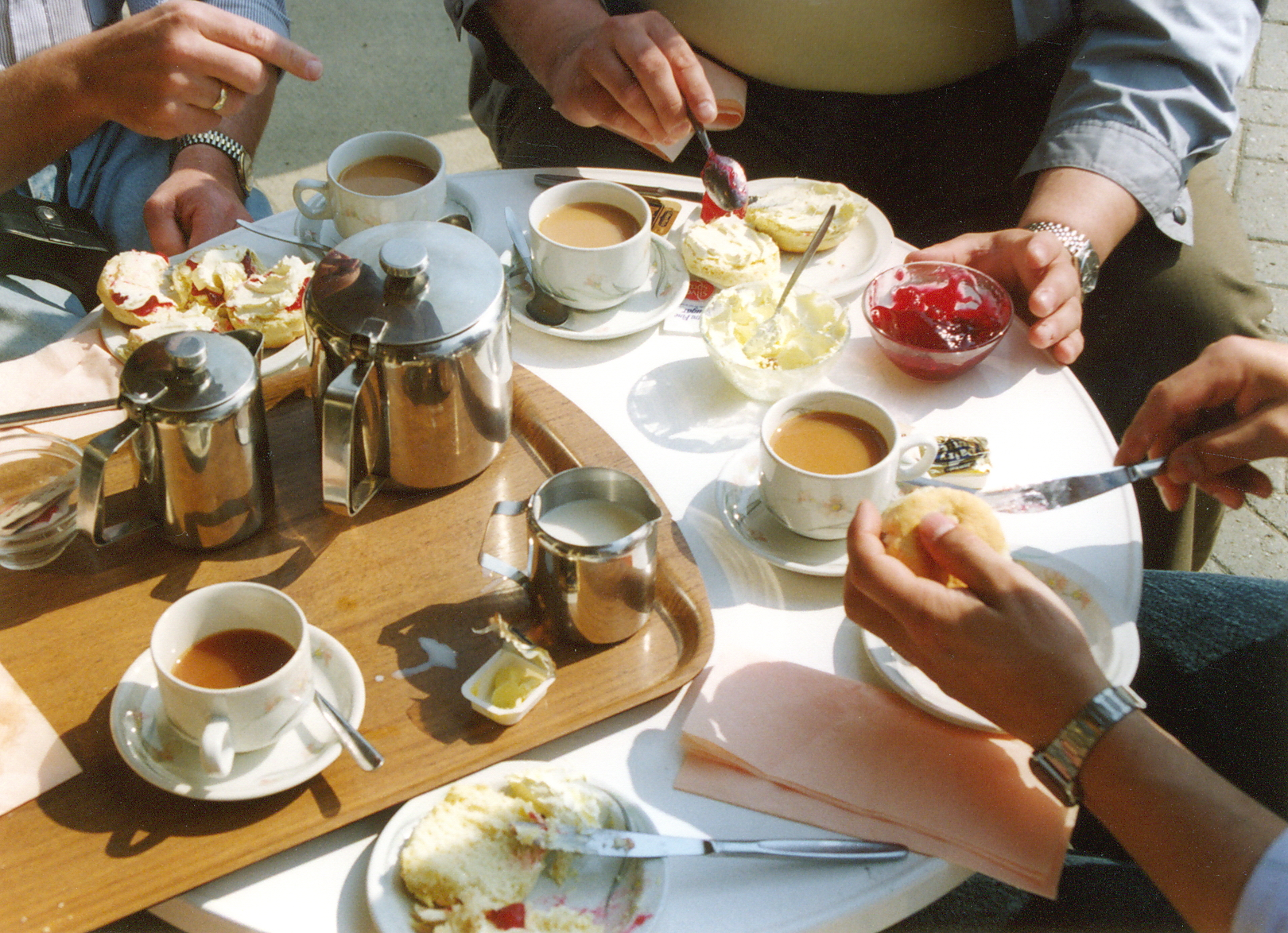
مائدة عصرونة عادية

تعد العصرونة وجبة مهمة لدى الأطفال والتلاميذ والطلبة لأن توقيتها يصادف وقت خروجهم من المدرسة لكنها لا تقتصر على الأطفال فقط بل أيضا الكبار النشيطين سواء العاملين منهم أو الرياضيين والنساء خصوصا الحوامل والمرضعات.

و تشير بعض الدراسات إلى فوائد وجبة العصرونة واعتبرتها وجبة صحية لذلك يتم إدراجها عادة في أنظمة الحمية الغذائية على غرار الوجبات الرئيسية الثلاث.

## عادات شعبية
في بلجيكا تعد الفتيات كل سنة وجبة العصرونة الزوجية وهي عادة تقليدية ومناسبة تبحث العازبات فيها عن شريك الحياة.
تختلف تسميات العصرونة لدى العرب فهناك من يسميها وجبة المساء أو وجبة الشاي أو وجبة العصرية، وبعضهم يسميها وقت الشاي نقلا عن البريطانيين tea-time.
في دول شمال أفريقيا تستعمل مصطلحات فرنسية لهذه الوجبة «كوتي» أو «كاسكروت» وأصلهما goûter & casse-croûte. أما الأمازيغ فيسمونه أَوْزْويت.
وكان لدى العرب القدامى وجبة أخرى مشابهة للعصرونة إلا أنها كانت تقدم قبل الغداء وكانوا يسمونها اللمجة ويقال لمج فلانا أي أطعمه ما يتعلل به قبل الغداء.